# Женская организация Сиригу по гончарному делу и искусству
Женская организация Сиригу по гончарному делу и искусству (англ. Sirigu Women's Organisation for Pottery and Arts, SWOPA) — неправительственная организация в Африке.
Организация основана в Гане в 1997 году для помощи женщинам региона Сиригу.

## История
Женская организация Сиригу по гончарному делу и искусству основана в Гане 1997 году. По замыслу основательницы Мелани Касисе (Melanie Kasise) организация служит для помощи творческим малообеспеченным женщинам, проживающим в регионе Сиригу в Верхней Восточной области Ганы. Организация начинала деятельность с объединения 54 женщин и расширилась до 345 активных членов-женщин. Посещение центра организации является одним из способом привлечения туристов в регионе.

## Деятельность
Организация работает на принципе самофинансирования. Задачей организация является предоставление женщинам возможностей для самостоятельной предпринимательской деятельности в сфере народного творчества. Участники занимаются плетением корзин, ткачеством, гончарным делом и другими ремеслами в районе Сиригу и обучают своему ремеслу других.

## Признание
За активную творческую деятельность Женская организация Сиригу по гончарному делу и искусству была удостоена награды в области коммуникаций Генерального директората по международному сотрудничеству и развитию Европейской комиссии.